# Bill Rowling

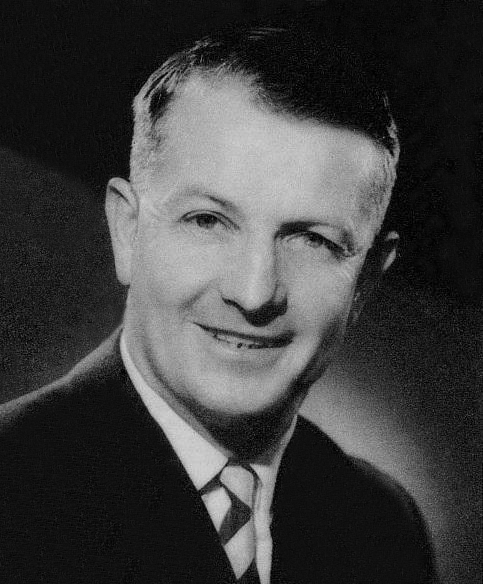
Bill Rowling, 1962

Sir Wallace Edward Rowling (* 15. November 1927 in Motueka; † 31. Oktober 1995 in Nelson), besser bekannt als Bill Rowling, war ein neuseeländischer Politiker der Labour Party und von 1974 bis 1975 Premierminister.
Rowling wurde in Motueka in der Nähe von Nelson in eine Bauernfamilie geboren. Er besuchte die bekannte Schule Nelson College und studierte anschließend an der University of Canterbury. Dort schloss er ein Wirtschaftsstudium ab und machte dann am Christchurch College of Education eine Ausbildung zum Lehrer. Er unterrichtete an verschiedenen Schulen im Land, bevor er 1958 der Armee beitrat. Dort wurde er stellvertretender Direktor für Ausbildungen. Er verbrachte einige Zeit in Malaysia und Singapur.

## Wirken als Politiker
Bei den Parlamentswahl in Neuseeland 1960 kandidierte Rowling zum ersten Mal für einen Sitz im Parlament. Im Wahlkreis Fendalton in Christchurch, einer Hochburg der National Party, unterlag er Harry Lake.
1962 übernahm er den Sitz des verstorbenen Jerry Skinner, den er bis zur Wahl 1972 hielt. Nach dem Sieg der Labour Party 1972 wurde er Finanzminister unter Premier Norman Kirk. Als Kirk 1974 überraschend starb, wurde Rowling sein Nachfolger.
Während seiner Amtszeit war er starker Kritik der Opposition ausgesetzt. Er wurde als schwach und wirkungslos dargestellt. Die Labour Party unterlag bei der Wahl 1975 deutlich, auch aufgrund des schlechten Images Rowlings und aufgrund der überragenden Medienwirkung seines Konkurrenten Robert Muldoon.
Rowlings blieb Parteivorsitzender und konnte bei den Wahlen 1978 und 1981 sogar die meisten Stimmen erlangen. Die Mehrheit der Sitze blieb aber bei der National Party. Es gelang ihm, sein negatives Image zu verbessern. Dennoch wurde er vor der Wahl 1982 durch David Lange ersetzt und zog sich auch aus dem Parlament zurück.
Zwischen 1985 und 1988 war er Botschafter in den USA, in diese Zeit fällt ein Streit um das ANZUS-Abkommen zwischen beiden Staaten. Zurück in Neuseeland engagierte er sich unter anderem für das Museum of New Zealand.

## Ehrungen
Er war Mitglied des Order of St. Michael and St. George und des Orde van Oranje-Nassau in den Niederlanden. Er erhielt 1987 von der University of Canterbury den Ehrendoktor der Rechtswissenschaften.